# Neelie Kroes
Neelie Kroes (Rotterdam, 19 luglio 1941) è una politica olandese, commissaria europea per l'agenda digitale nella Commissione Barroso II dal 2010 al 2014.
Dal 2004 al 2010 è stata commissaria europea per la concorrenza. Nella sua carriera politica nei Paesi Bassi, Neelie Kroes è stata membro del parlamento per conto del Partito Popolare per la Libertà e la Democrazia (VVD), è stata segretaria di stato e ministra per i trasporti, i lavori pubblici e le opere idrauliche. Kroes ha fatto anche parte dei consigli di amministrazione di numerose società multinazionali.

## Carriera prima della politica
Neelie Kroes ricevette una formazione in scuole protestanti a Rotterdam. Nel 1958 cominciò a studiare economia all'Università Erasmus di Rotterdam e, dopo la laurea nel 1965 divenne ricercatrice presso la facoltà di economia di quell'ateneo. Nel periodo universitario Kroes cominciò a svolgere attività politica, sia come rappresentante studentesca, sia all'interno dell'organizzazione femminile del VVD.

## Carriera politica

### Politica locale e nazionale
Nel 1971 Neelie Kroes venne eletta in parlamento, di cui continuò a fare parte fino al 1977, quando venne nominata segretaria di stato presso il ministero dei trasporti, dei lavori pubblici e delle opere idrauliche. Dal 1982 al 1989 servì come ministra presso lo stesso ministero, gestendo in particolare la privatizzazione dei servizi postali e telefonici.

### Politica europea

#### Commissario per la concorrenza

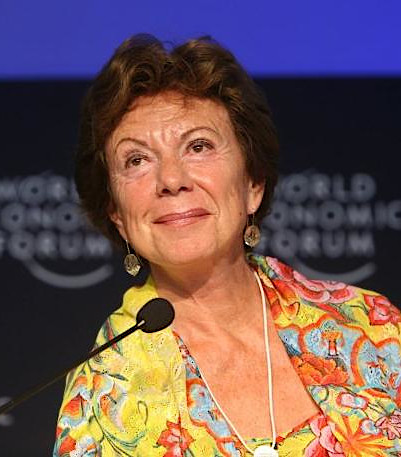
Neelie Kroes quando era commissario europeo per la concorrenza nel 2007

Nel 2004 Neelie Kroes venne nominata commissaria europea per la concorrenza. La sua nomina venne pesantemente criticata, a causa dei suoi legami con varie multinazionali e un suo presunto coinvolgimento in traffici di armi poco chiari. Kroes ha cercato di tutelare la sua integrità; ogni volta che ha dovuto gestire questioni che toccavano settori industriali in cui lei aveva svolto attività come consigliere di amministrazione ha delegato i poteri al commissario Charles McCreevy.
Come commissaria per la concorrenza, uno dei suoi primi compiti fu la supervisione delle sanzioni della Commissione europea contro Microsoft.
Neelie Kroes è stata inserita varie volte nella lista delle 100 donne più potenti al mondo stilata dalla rivista Forbes, nel 2009 era al numero 53,
Talvolta Kroes viene indicata come "Nickel Neelie" o "Steely Neelie". Tali soprannomi, che richiamano quello di "Iron Lady" coniato per Margaret Thatcher, sarebbero legati alla sua tenacia
Nel 2009 Kroes venne trasferita a un altro incarico all'interno della Commissione europea, andandosi a occupare di società dell'informazione e di telecomunicazioni. Venne anche nominata vicepresidente della Commissione europea.

#### Commissario per l'agenda digitale
Nel 2010 Kroes è diventata commissaria europea per l'agenda digitale nella seconda Commissione Barroso.  La Digital Agenda for Europe è stata proposta dalla Commissione europea il 19 maggio 2010.
La Digital Agenda for Europe è affiancata dal EU Digital Competitiveness Report, anch'esso lanciato il 19 maggio 2010. Kroes è una sostenitrice del software libero e open source.

## Dopo la politica
Neelie Kroes ha fatto parte dei consigli di amministrazione di numerose società multinazionali.
Si è occupata anche di varie organizzazioni culturali e sociali.

## Curiosità
- Kroes, di orientamento politico liberale, è stata sposata con il politico socialdemocratico Bram Peper, già sindaco di Rotterdam e ministro in un governo guidato da Wim Kok[3].
- Kroes è stata nominata Cavaliere dell'ordine del leone dei Paesi Bassi nel 1981 e Grande officiale dell'ordine di Orange-Nassau nel 1989.
- Kroes è stata eletta Persona dell'anno 1993 dalla Federazione stradale internazionale.
- Kroes è amica di Ayaan Hirsi Ali e la convinse a affiliarsi al VVD.
- Secondo il suo ex marito Bram Peper, Kroes ha fatto regolarmente ricorso a cinque astrologi tra il 1991 e il 2003 per ricevere consigli sia in ambito professionale che nella vita privata[3].